# Белоопашат мишелов
Белоопашатият мишелов (Buteo rufinus) е средно голяма дневна граблива птица от семейство Ястребови (Accipitridae). Има известна прилика по външен вид с обикновения мишелов.

## Физическа характеристика
Дължината на тялото му е 60 cm, размаха на крилете 135-145 cm и тежи 1,5 kg.

## Разпространение
Среща се в Европа (включително България), Азия и Африка. Обитава тундра и степи. Първи данни запо-широкото разпространение на вида в страната се съобщават от орнитолога Николай Боев. Те се отнасят предимно за Южна България, но обхващат и Добруджа. 

## Начин на живот и хранене
Прелетни птици, в България гнезди. Храни се предимно с дребни бозайници (много от Белоопашатите мишелови специализират в лова на мишки) и друга подобна по размери плячка, което се дължи на сравнително късите му и слаби пръсти на краката. Ловува изчаквайки скрит на някое по-високо място (жиците на далекопроводите са предпочитано място) или оглеждайки от голяма височина с планиращ полет.

## Размножаване
Моногамни птици. Гнездото си строи на земята, скали и на дърветата. Използва гнездата на вранови птици, но може да построи и собствено. Снася 2-5 (обикновено 3) бели изпъстрени със светло кафяви петънца яйца, с размери 60х47 mm, които мътят и двамата родители в продължение на около 28 дни. По-късно и двамата родители започват да оставят храната просто на ръба на гнездото. Малките напускат гнездото на 42 дневна възраст и родителите ги хранят още известно време.

## Природозащитен статут
- Червен списък на световно застрашените видове (IUCN Red List) – Незастрашен (Least Concern LC)[4]
- На територията на България е защитен от закона вид.